# Eli Lilly
Eli Lilly (Baltimora, 8 luglio 1838 – Indianapolis, 6 giugno 1898) è stato un militare, farmacista e imprenditore statunitense, fondatore dell'azienda farmaceutica Eli Lilly and Company.

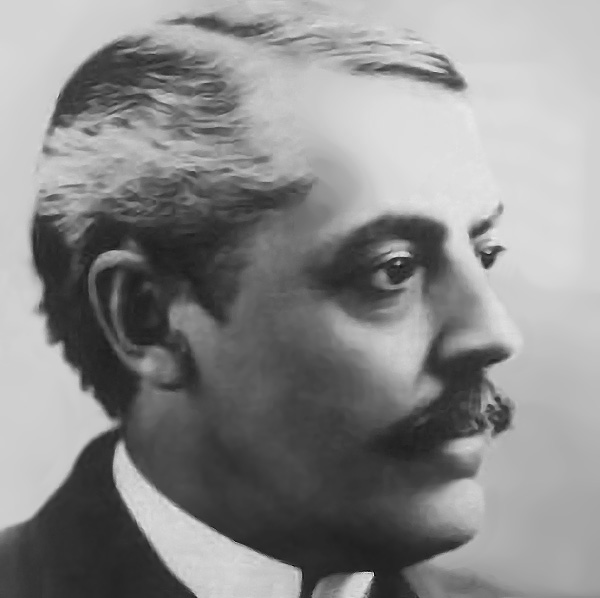
Eli Lilly nel 1885

Durante la Guerra di secessione americana si arruolò nella Union Army, inizialmente con il grado di capitano, fu successivamente promosso a maggiore e infine a colonnello, al comando del 9º Reggimento di Cavalleria dell'Indiana; catturato dalle forze sudiste nel settembre 1864, fu trattenuto come prigioniero di guerra fino al gennaio del 1865.
Dopo la guerra, gestì una piantagione di cotone nel Mississippi senza successo; fu quindi costretto a riprendere l'attività di farmacista in numerose farmacie in Indiana e in Illinois per poi aprire la propria attività di produzione di medicinali e di vendita all'ingrosso alle farmacie nel 1876 ad Indianapolis.
L'attività si rivelò redditizia, grazie anche alle innovazioni apportate nella preparazione dei farmaci come l'introduzione delle capsule di gelatina o lo sviluppo di aromi alla frutta, oltre alla presenza di personale dedicato esclusivamente alla ricerca e allo sviluppo e l'impiego di numerose risorse nell'assicurazione qualità, entrambi aspetti pionieristici per l'epoca.
Sfruttando i proventi derivanti dall'azienda, Lilly intraprese varie attività filantropiche, lasciando nel 1890 la gestione della compagnia al figlio Josiah K. Lilly, Sr., per potercisi dedicare completamente: aiutò la fondazione del Commercial Club, precursore della Camera di commercio di Indianapolis, divenne il maggiore sostenitore della sezione della Charity Organization Society dell'Indiana, fondò l'ospedale pediatrico Eleanor Hospital. I contributi benefici continuarono anche dopo la sua morte, avvenuta nel 1898 a causa di un tumore: nel 1937 il figlio Josiah insieme ai nipoti Eli Jr. e Josiah Jr. fondarono la Lilly Endowment attiva ancora oggi.
Il Colonnello Lilly era un convinto sostenitore della regolamentazione dell'industria farmaceutica a livello federale: molte riforme da lui suggerite furono convertite in leggi che contribuirono all'istituzione della Food and Drug Administration nel 1906. Fu un pioniere nella concezione del medicinale vendibile solo tramite presentazione di ricetta medica, aiutando così a sviluppare la pratica di consegnare medicinali pericolosi o inducenti dipendenza solamente a chi era stato precedentemente visitato.
La compagnia da lui fondata è cresciuta fino a diventare una delle aziende farmaceutiche più grandi ed influenti del mondo.

## Gioventù

### Famiglia e adolescenza
Eli Lilly, figlio di Gustavus ed Esther Lilly, nacque a Baltimora, nel Maryland l'otto luglio del 1838, primo di 11 figli. La famiglia, di origini svedesi, si spostò nei Paesi Bassi prima che i bisnonni emigrassero nel Maryland nel 1789. Dopo poco tempo, la famiglia si trasferì nel Kentucky, in una fattoria vicino a Warsaw nella Contea di Gallatin.
Nel 1852 la famiglia traslocò nuovamente a Greencastle, Indiana dove i genitori lo iscrissero alla Indiana Asbury University (in seguito conosciuta come DePauw University) che frequentò dal 1852 al 1854, lavorando anche come apprendista stampatore presso la tipografia locale. L'ambiente famigliare era di religione metodista, con orientazioni proibizioniste e anti-schiavitù, inoltre inizialmente la famiglia era membro del Partito Democratico per poi avvicinarsi alle posizioni del Partito Repubblicano, negli anni precedenti alla Guerra Civile.
Lilly iniziò ad interessarsi alla chimica durante l'adolescenza: quand'era sedicenne, nel 1854, durante una visita agli zii a Lafayette, ebbe occasione di assistere alla preparazione di medicinali presso il negozio da speziale Henry Lawrence's Good Samaritan Drug Store, dove intraprese il percorso di apprendistato di 4 anni per diventare chimico e farmacista; oltre ad imparare il mestiere, Lawrence gli insegnò le basi per fondare e gestire una propria attività. Nel 1858, dopo aver ottenuto il certificato attestante il suo apprendistato, Lilly iniziò a lavorare per la Israel Spencer and Sons, un rivenditore all'ingrosso e al dettaglio di medicinali, per poi trasferirsi ad Indianapolis presso la farmacia Perkins and Coons.
Lilly ritornò a Greencastle nel 1860 per lavorare nella farmacia locale di Jerome Allen e il 31 gennaio 1861 sposò Emily Lemon, figlia di un commerciante locale. Il 18 novembre 1861 nacque il loro primo figlio Josiah Kirby, in seguito conosciuto come "J. K.", mentre Lilly prestava servizio nell'esercito nordista durante Guerra di Secessione.

## Età adulta

### Servizio militare durante la Guerra di Secessione

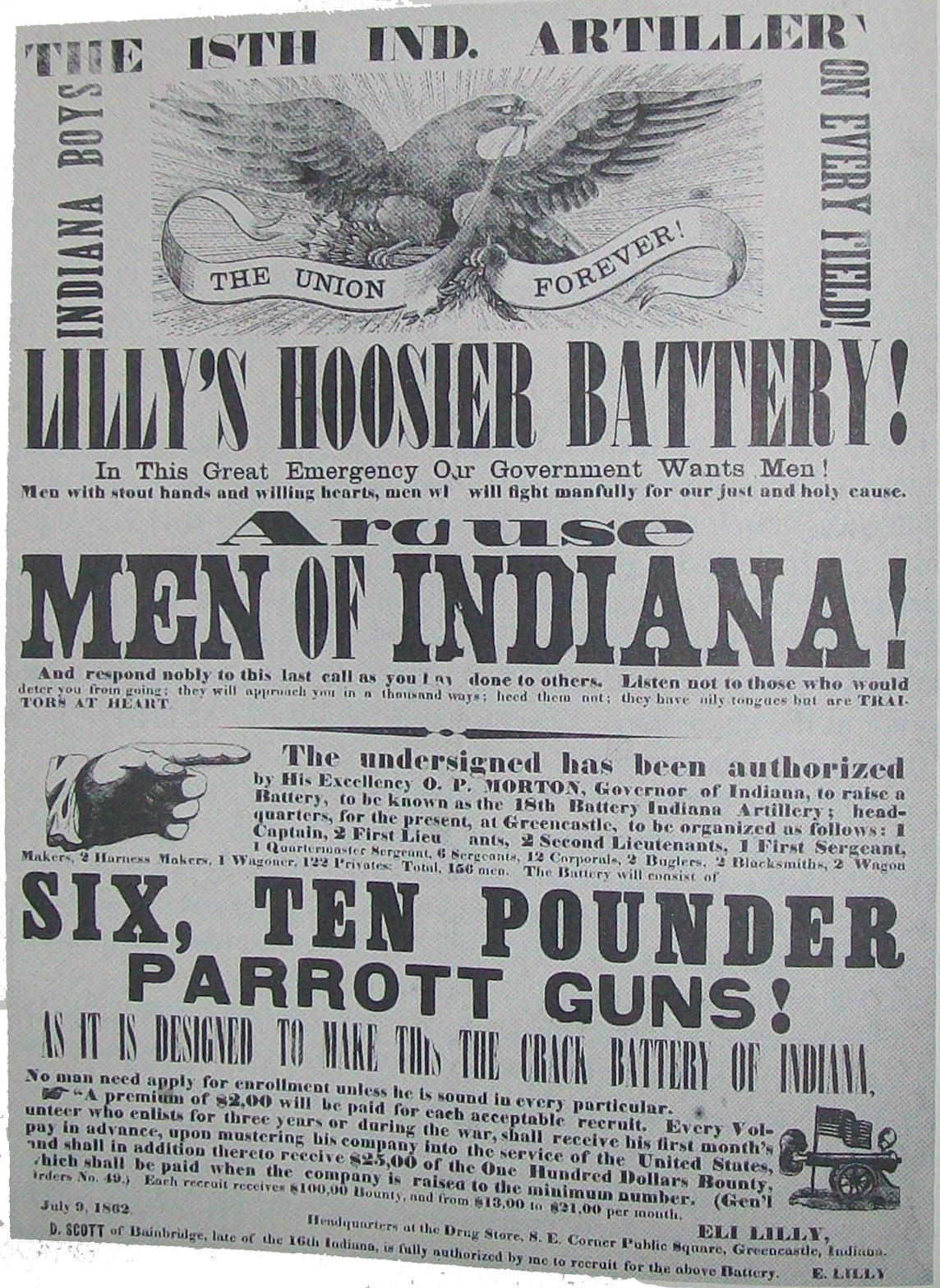
Poster di reclutamento di Lilly

Nel 1861, pochi mesi dopo l'inizio della Guerra Civile Americana, Lilly si arruolò nell'esercito nordista, la Union Army, in particolare nel 21° Indiana Infantry Regiment e prese servizio attivo il 26 luglio, con il grado di tenente, assegnatogli il 29 dello stesso mese. Il 3 agosto, il reggimento raggiunse Baltimora, dove rimase per diversi mesi; a dicembre si dimise per ritornare nell'Indiana e formare un'unità di artiglieria.
Agli inizi del 1862 Lilly iniziò un'attività di reclutamento volontario coinvolgendo ex-compagni di scuola, amici, commercianti e contadini tramite poster, affissi sui muri di Indianapolis. La sua unità, la 18th Battery Indiana Light Artillery, era conosciuta come la Batteria di Lilly ed era composta da 150 uomini e Lilly fu designato al suo comando come capitano. Il 18° Indiana si radunò presso Camp Morton ad Indianapolis il 6 agosto 1862, e dopo qualche tempo fu mandato a combattere sotto il comando del maggior generale William Rosecrans in Kentucky e nel Tennessee. L'unità di artiglieria di Lilly fu successivamente trasferita alla Lightning Brigade, un'unità di fanteria a cavallo al comando del Colonnello, in seguito generale, John T. Wilder il 16 dicembre 1862.
Lilly fu designato come ufficiale di comando dell'unità dall'agosto del 1862 fino all'inverno del 1863 quando il suo periodo di arruolamento di 3 anni giunse al termine; molti dei suoi artiglieri lo consideravano troppo giovane e di temperamento inadatto per il comando, tuttavia, malgrado la sua iniziale mancanza di esperienza, Lilly divenne un ufficiale di artiglieria competente: la sua batteria ricoprì ruoli fondamentali in alcune importanti scontri tra cui la Battaglia di Hoover's Gap nel giugno del 1863, nella Seconda battaglia di Chattanooga e nella Battaglia di Chickamauga nel settembre 1863.
Nel 1864, si arruolò nuovamente nel 9º Cavalleria dell'Indiana (121º Reggimento Volontari dell'Indiana) e fu promosso a maggiore. Durante la Battaglia di Sulphur Creek Trestle in Alabama nel settembre 1864, fu catturato dalle truppe confederate al comando del maggior generale Forrest e trattenuto nel campo per prigionieri di guerra ad Enterprise nel Mississippi fino al suo rilascio per scambio nel gennaio 1865. Lilly fu promosso al grado di colonnello il 4 giugno del 1865 e rimase a Vicksburg, Mississippi, fino alla conclusione del conflitto. A riconoscimento del suo servizio, ottenne il brevetto di tenente colonnello e lasciò definitivamente l'esercito, il 25 agosto 1865.
In età avanzata Lilly era solito raccontare delle storie di guerra, aiutandosi con un grande atlante dove aveva evidenziato ogni spostamento e indicato i luoghi delle battaglie a cui prese parte; il grado di colonnello divenne parte integrante della sua identità, tanto che amici e parenti lo utilizzavano spesso come soprannome. Lilly ricoprì il ruolo di presidente della Grand Army of the Republic, un'associazione di veterani della Guerra Civile, nel 1893. Durante il suo mandato venne organizzato un evento che riuscì a radunare decine di migliaia di veterani, inclusi gli uomini della batteria di Lilly, ad Indianapolis per un raduno ed una grande parata.

### Inizio dell'attività imprenditoriale
Dopo la guerra, Lilly rimase nel Sud e intraprese un'attività imprenditoriale: insieme ad un socio in affari prese in affitto una piantagione di cotone di 1200 acri (circa 485 ettari) nel Mississippi. La famiglia di Lilly composta, oltre che da lui, dalla moglie Emily, la sorella Anna Wesley Lilly e il figlio Josiah lasciarono quindi Greencastle per trasferirsi. Poco dopo essersi insediati furono colpiti da una malattia trasmessa dalle zanzare, probabilmente malaria, all'epoca comune in quelle regioni e sebbene tutti guarirono in breve tempo, la moglie Emily morì il 20 agosto 1866, incinta di otto mesi del secondogenito. Il decesso devastò Lilly che decise di fare ritorno in Indiana. La piantagione cadde in rovina a causa della siccità compromettendo il raccolto e il socio di Lilly, scomparve con ciò che rimaneva del capitale della società. Lilly fu quindi costretto a presentare istanza di fallimento nel 1868. Mentre il figlio Josiah fu affidato ai nonni a Greencastle, Lilly trovò un impiego alla Harrison Daily and Company nel 1867, un'azienda di vendita all'ingrosso di farmaci per poter ripagare i debiti. Nel 1869 iniziò a lavorare presso un'azienda analoga, la Patterson, Moore and Talbott, prima di trasferirsi in Illinois e iniziare una propria attività: insieme al socio James W. Binford, aprì la farmacia The Red Front, a Paris, nell'agosto del 1869.
Tre mesi dopo, il Colonnello Lilly sposò Maria Cynthia Sloan che diede alla luce una figlia, Eleanor, nata il 25 gennaio 1871. Eleanor morì di difterite all'età di 13 anni, Maria invece visse fino al 1932.
Sebbene la farmacia in Illinois si rivelò alquanto redditizia, Lilly era più interessato alla produzione dei medicinali piuttosto che alla loro vendita: abbandonò quindi la società con Binford nel 1873 e si trasferì a Indianapolis dove aprì la propria officina di produzione farmaceutica il primo gennaio 1874, insieme a un nuovo socio, con il nome di Johnston and Lilly. Tre anni più tardi, il 27 marzo 1876, Lilly sciolse la società: la sua quota ammontava a circa 400 $ di beni (macchinari e sostanze chimiche) e 1000 $ in contanti.
Dopo essersi rivolto per un impiego ad Augustus Keifer, un commerciante di medicinali all'ingrosso e amico di famiglia, quest'ultimo incoraggiò Lilly a fondare la propria officina di produzione farmaceutica, sempre a Indianapolis, riuscendo a coinvolgere i proprietari di altre due rivenditori all'ingrosso nell'acquisto dei medicinali presso di lui.

### La Eli Lilly and Company
Il 10 maggio 1876, Lilly aprì il suo laboratorio in un edificio in affitto al numero 15 di West Pearl Street, iniziando la produzione di medicinali. L'azienda aveva un capitale iniziale di 1400$ (corrispondenti a circa 31.000$ del 2015) e tre dipendenti: Albert Hall (capo miscelatore), Caroline Kruger (imbottigliatrice) e il figlio Josiah, all'epoca di 14 anni, che dovette lasciare la scuola per lavorare come apprendista. La prima grande innovazione introdotta da Lilly furono le capsule e le compresse rivestite di gelatina, le compresse rivestite di zucchero e l'utilizzo di nuovi aromi alla frutta che rendevano più facile l'assunzione e la deglutizione dei medicinali. In seguito all'esperienza acquisita durante la guerra, Lilly impose la produzione di farmaci la cui efficacia era indiscutibile, a differenza dei rimedi dell'epoca pubblicizzati come miracolosi: uno dei primi preparati fu a base di chinino, usato per il trattamento della malaria.

Alla fine del 1876, dopo soltanto sette mesi dall'apertura, le vendite raggiunsero i 4470$ (99 499$ del 2015) e nel 1879 ammontarono a 48 000$ (1 221 086 $ del 2015).

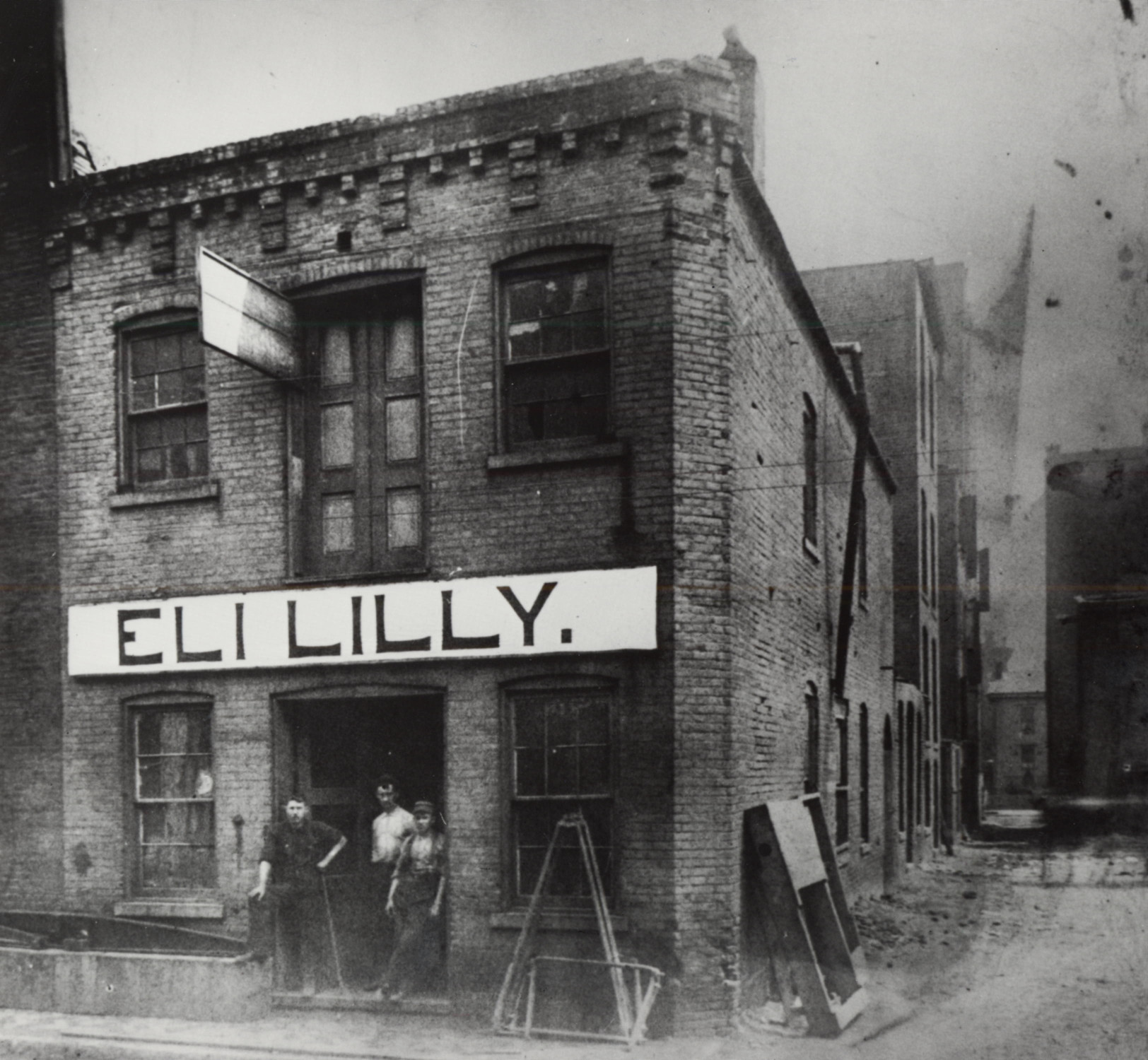
Il primo laboratorio di Lilly, a Indianapolis nel 1876. Eli e suo figlio Josiah sono alla destra dell'entrata.

Con il rapido aumento delle vendite, anche al di fuori dell'Indiana, nel 1878 Lilly assunse il fratello James come primo agente di vendita della compagnia. Anche altri membri della famiglia furono assunti nell'azienda in crescita come il cugino, Evan Lilly, addetto al reparto contabile. Nel 1881 Lilly fondò formalmente la Eli Lilly and Company, formando un consiglio di amministrazione e rilasciando certificati azionari per i famigliari e i collaboratori più stretti. Alla fine del decennio, il colonnello Lilly divenne uno dei maggiori uomini d'affari dell'area di Indianapolis, con un'azienda di oltre cento dipendenti e vendite annuali che ammontavano a 200 000 $ (5 276 296 $ del 2015). 
Per soddisfare le necessità di spazio sempre maggiori dovute alla crescita dell'impresa, Lilly acquistò nuovi locali destinati alla ricerca e alla produzione: l'azienda rimase a Pearl Street dal 1876 al 1878 per poi spostarsi al 36 South Meridian; nel 1881 venne acquisito un complesso edilizio su McCarty e Alabama Street, a sud del centro di Indianapolis e l'intera azienda vi si trasferì. Altre aziende si stabilirono nella zona creando in questo modo il maggior polo industriale e manifatturiero di Indianapolis.
Nei primi anni del 1880 venne anche lanciato il primo prodotto che riscosse un ampio successo in tutti gli Stati Uniti, il "succus alterans" (per il trattamento delle malattie veneree, reumatismi e disturbi cutanei) le cui vendite permisero alla compagnia di svilupparsi ulteriormente.

Convinto che sarebbe stato utile che il figlio possedesse un'istruzione più avanzata, Lilly nel 1880 mandò Josiah al Philadelphia College of Pharmacy e, terminati gli studi due anni dopo, venne nominato sovrintendente del laboratorio di produzione. Nel 1890, il colonnello trasferì la gestione dell'azienda al figlio, che la mantenne per 34 anni. La compagnia continuò a crescere, nonostante le difficoltà delle condizioni dell'economia degli anni intorno al 1890. 

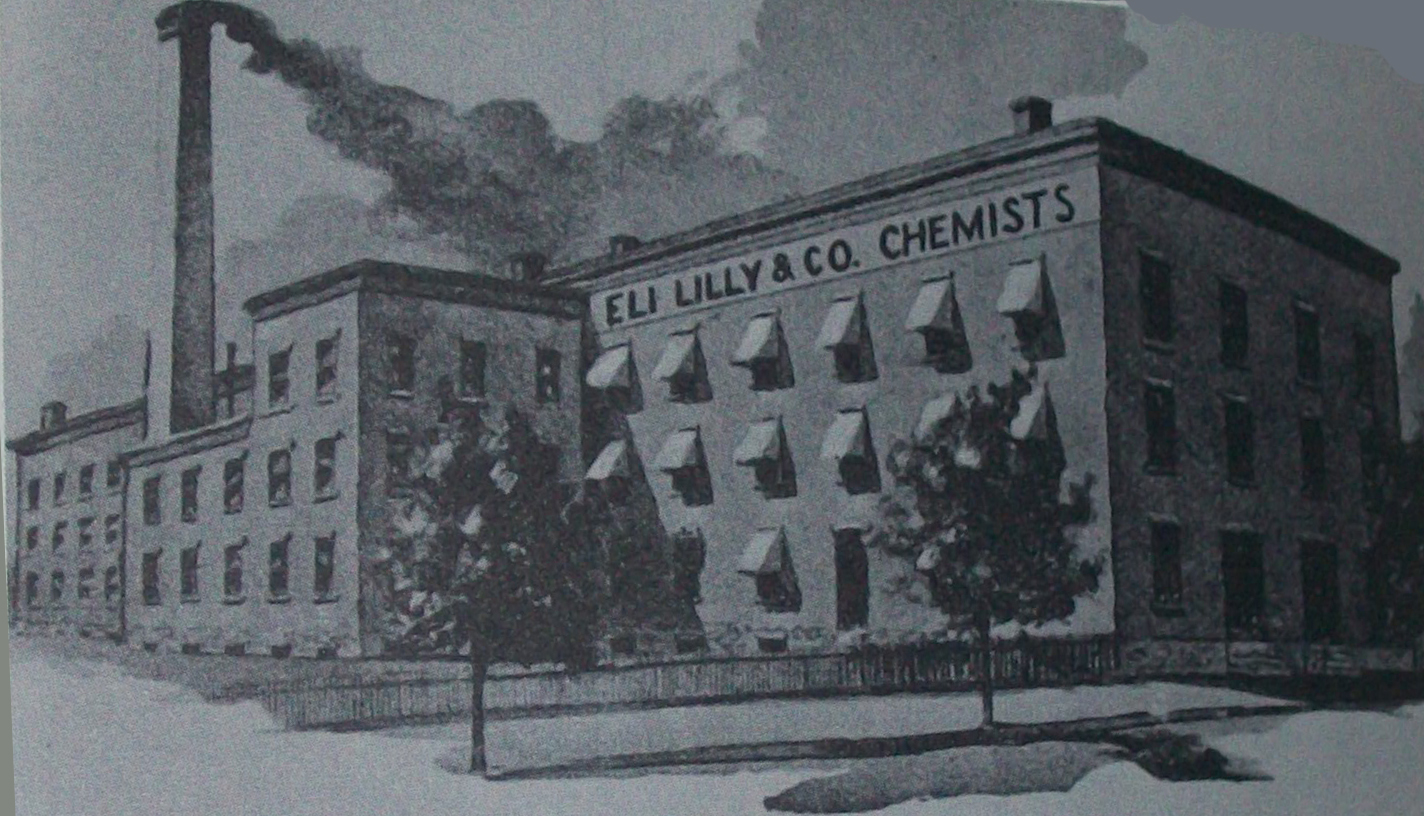
Illustrazione del 1886 degli impianti su McCarty Street.

Nel 1894, Lilly fece installare un impianto destinato solamente alla produzione di capsule, dove vennero introdotte numerose innovazioni tecniche, come la produzione automatizzata; ciò permise di raggiungere la produzione annua di circa 10 milioni tra capsule e compresse.
Sebbene fossero presenti numerose altre piccole aziende farmaceutiche negli Stati Uniti, la Eli Lilly and Company riuscì a distinguersi grazie alla presenza di un reparto e di personale dedicato esclusivamente alla ricerca e allo sviluppo, apportando innovazioni nella produzione in scala industriale di medicinali e puntando molto sull'assicurazione della qualità. All'inizio, Lilly era l'unico ricercatore ma, con il crescere della compagnia, venne istituito un laboratorio di ricerca per nuovi farmaci, dove lavoravano il chimico Ernest G. Eberhards e il botanico Walter H. Evans, dal 1886. Lilly insisteva sulla qualità e sull'efficacia dei medicinali prodotti oltre che sulla esatta composizione come dichiarato in etichetta per ogni singola dose. Essendo consapevole inoltre dei pericoli derivanti dalla dipendenza di certi farmaci, fu un pioniere nella concezione della vendita di medicinali solamente a coloro che prima erano stati sottoposti a visita medica.

## Età avanzata
Quando lasciò la compagnia, intorno al 1890, Lilly era oramai un milionario impegnato in molte attività benefiche e col passare degli anni, l'impegno filantropico crebbe ulteriormente, con donazioni economiche costanti ai gruppi di carità della città.

### Attività filantropica
Nel 1879, insieme ad altri 24 uomini d'affari, Lilly iniziò la sponsorizzazione della Charity Organization Society e ben presto divenne il primo sostenitore della sezione dell'Indiana. La società si unì con altre organizzazioni umanitarie per formare la Family Welfare Society di Indianapolis, predecessore della Family Service Association of Central Indiana e successivamente della United Way; l'associazione organizzava piccoli gruppi coordinati da una sezione centrale permettendo in questo modo una migliore e più efficace assistenza ai bisognosi, identificando più velocemente le situazioni dove operare.

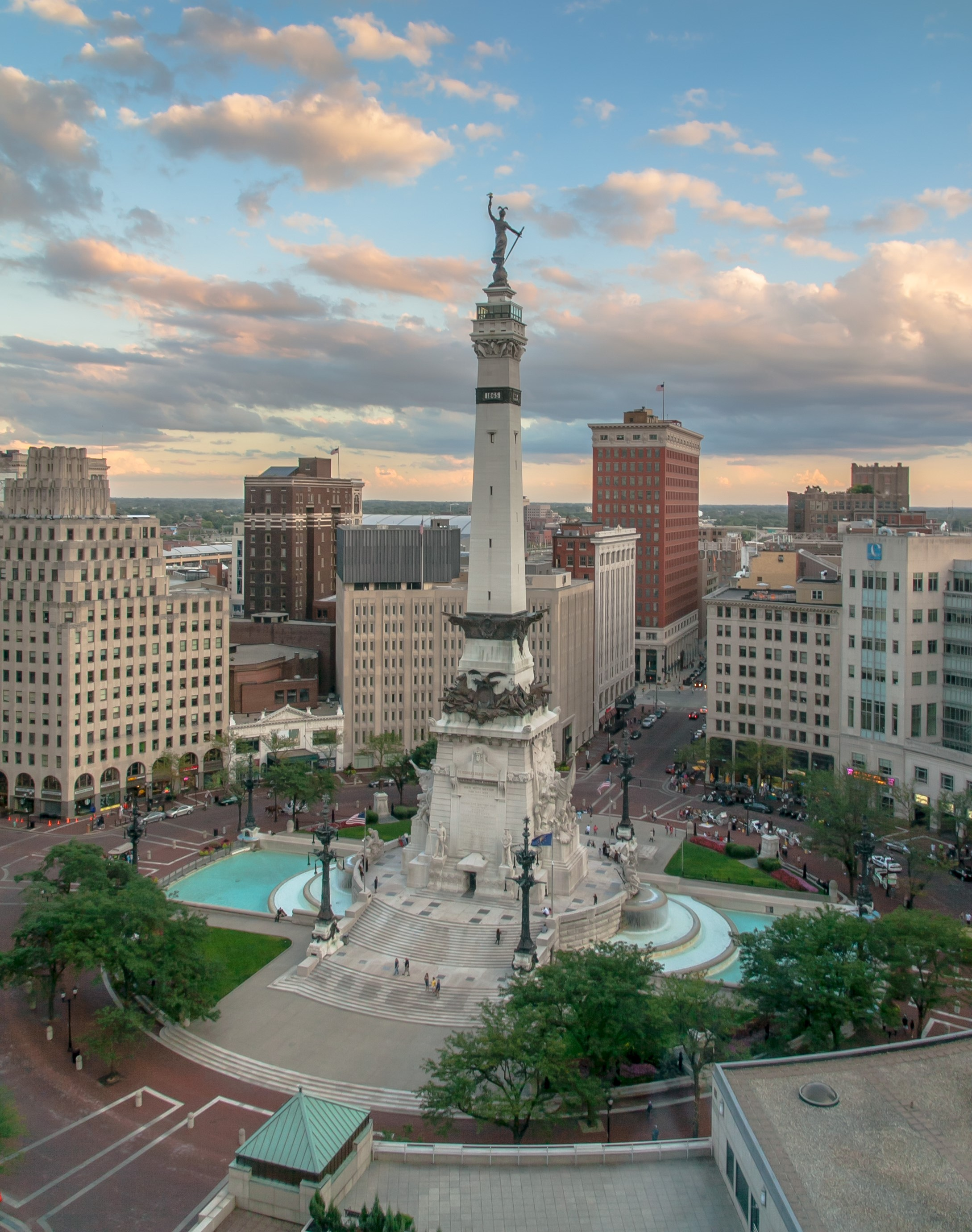
L'Indiana State Soldiers' and Sailors' Monument ad Indianapolis. Il museo della Guerra Civile dedicato al colonnello Lilly si trova all'interno.

Lilly era interessato particolarmente nella crescita economica di Indianapolis supportando economicamente le organizzazioni commerciali. Nel 1879 propose la creazione di una compagnia pubblica per soddisfare le necessità idriche della città, che portò alla formazione della Indianapolis Water Company.
Nel 1890 Lilly e altre personalità cittadine fondarono il Commercial Club ed egli fu eletto come primo presidente. Il club, che sarebbe divenuto in seguito la Camera di Commercio di Indianapolis nel 1912, fu il mezzo che permise alla città di raggiungere obiettivi come la pavimentazione di numerose strade, linee ferroviarie sopraelevate e un sistema fognario più efficiente; le compagnie che fornivano questi servizi vennero create tramite investimenti pubblici e privati ed appartenevano di fatto ai cittadini che poco alla volta le acquistavano dagli investitori iniziali. Questo modello di sviluppo venne imitato in altre regioni dell'Indiana portando alla formazione di compagnie pubbliche per l'acqua e l'elettricità. I membri del Commercial Club aiutarono inoltre alla creazione di parchi e monumenti, riuscendo ad attirare investimenti da parte di altri imprenditori e altre organizzazioni, dando inizio ad un circolo virtuoso per la crescita e l'espansione di Indianapolis.
Dopo che la corsa al gas iniziò a prendere piede nello stato intorno al 1880, Lilly e gli altri membri del Commercial Club sostennero la creazione di una corporazione pubblica per l'estrazione del gas naturale dal terreno e convogliarlo dal Trenton Gas Field ad Indianapolis, per poterlo fornire ad imprese e abitazioni; il progetto portò alla formazione della Consumer Gas Trust Company, chiamata così dallo stesso Lilly: la compagnia forniva un carburante a basso costo che rendeva la vita cittadina più confortevole e inoltre permise la creazione di energia elettrica per il primo sistema di trasporto pubblico tranviario della città.
Durante la crisi economica del 1893, Lilly creò una commissione per fornire cibo e un riparo ai bisognosi e fece una donazione di denaro e immobiliare alla Flower Mission di Indianapolis nel 1895; il risultato fu la costruzione dell'Eleanor Hospital, un ospedale pediatrico dedicato alla figlia morta anni prima: l'ospedale si prendeva cura dei bambini delle famiglie che non potevano permettersi un'assistenza medica. Venne chiuso nel 1909.
Gli amici di Lilly gli suggerirono numerose volte di intraprendere la strada politica, tentando di nominarlo esponente repubblicano per le elezioni a Governatore dell'Indiana del 1896, ma lui si rifiutò di partecipare: all'impegno politico preferiva concentrarsi sulle organizzazioni filantropiche, sebbene sostenne più volte (anche economicamente) le elezioni di candidati che appoggiavano le sue proposte. Quando l'ex governatore dell'Indiana Oliver P. Morton ebbe l'idea della costruzione di un memoriale per i veterani della Guerra Civile, Lilly iniziò la raccolta fondi necessaria per quello che sarebbe divenuto l'Indiana State Soldiers' and Sailors' Monument, la cui costruzione iniziò nel 1888 e terminò nel 1901, tre anni dopo la morte del colonnello. All'interno del monumento, dal 1918, si trova un museo dedicato alla Guerra di Secessione, dedicato a Eli Lilly.
Lilly contrasse un tumore nel 1897 e morì nella sua casa di Indianapolis il 6 giugno 1898; i funerali si tennero il giorno seguente e vi parteciparono migliaia di persone. Fu sepolto nel mausoleo di famiglia al Crown Hill Cemetery di Indianapolis.

## Eredità
Il figlio di Lilly, così come i due nipoti e l'intera compagnia, continuarono gli sforzi in campo benefico che il colonnello conduceva quand'era in vita; la Eli Lilly and Company ebbe un importante ruolo nella consegna di medicinali in seguito al catastrofico Terremoto di San Francisco del 1906 e nel 1937 venne istituita la Lilly Endowment, che divenne la più grande associazione filantropica del pianeta in termini di donazioni nel 1998. Attualmente ancora attiva, figura stabilmente tra le prime dieci associazioni umanitarie a livello mondiale.
L'azienda fondata da Lilly è oggi una delle maggiori aziende farmaceutiche del mondo; sotto la gestione del figlio, Josiah e dei due nipoti, vennero introdotte numerose innovazioni, come lo sviluppo dell'insulina durante gli anni '20 del XX secolo, la produzione su scala industriale della penicillina durante gli anni '40 oltre alla produzione di massa di numerosi altri medicinali e nel 1952 vi fu un cambiamento nella gestione, divenendo una società ad azionario diffuso; tra i medicinali più conosciuti a brevetto Lilly rientrano l'Humulin, il Merthiolate e il Prozac e molti altri.
Secondo Forbes, la Eli Lilly and Company si posiziona al 243º posto nella classifica delle più grandi aziende a livello mondiale del 2016, con una stima di vendita di circa 20 miliardi di dollari e un valore di mercato di 86 miliardi (USD). Nell'Indiana è la più grande realtà industriale.
Alcuni tra i maggiori contributi di Lilly a livello industriale furono la standardizzazione della produzione dei farmaci, l'importanza della ricerca e sviluppo e l'attenzione nell'assicurazione della qualità dei medicinali prodotti; tali aspetti, pionieristici quando furono introdotti, sono oggi una pratica comune nell'industria farmaceutica. Le riforme etiche di Lilly comprendono la messa al bando dei medicinali reclamizzati come miracolosi, aiutando così uno sviluppo più razionale e scientifico dei farmaci. Durante la sua vita, il colonnello si batté per una regolazione a livello federale del mondo farmaceutico, battaglia portata avanti dal figlio Josiah dopo la morte del padre ed alcune proposte fatte dal Colonnello vennero prese in considerazione quando fu istituita la Food and Drug Administration nel 1906.